# Jan Gonga Martínez
Jan Gonga Martínez, Juan Gonga Martinez (ur. 25 marca 1912 w Carcagente, zm. 13 listopada 1936) – hiszpański błogosławiony Kościoła katolickiego, członek Akcji Katolickiej.

Został ochrzczony w dniu 28 marca 1912 roku, a w dniu 25 maja 1922 roku, w wieku 10 lat, przystąpił do pierwszej Komunii świętej. Marzył, by zostać kapłanem, lecz utrudniła mu to choroba. Potem został członkiem Akcji Katolickiej. Gdy doszło do wybuchu wojny domowej w Hiszpanii został aresztowany, w dniu 25 lipca 1936 roku. Później jednak go zwolniono i uciekł do innego miasta. Po ponownym aresztowanego został rozstrzelany. Przed śmiercią wskazując krzyż zwrócił się do swoich katów:

Nasz Pan umarł przebaczając oprawcom; ja, niegodny uczeń, chcę go naśladować i dlatego wybaczam wam z całego serca.

 Jest jedną z ofiar antykatolickich prześladowań religijnych okresu wojny domowej w Hiszpanii.
Jana Gonga Martíneza beatyfikował Jan Paweł II w dniu 11 marca 2001 roku jako męczennika zamordowanego z nienawiści do wiary (łac. odium fidei) w grupie 232 towarzyszy Józefa Aparicio Sanza.